# Herrenwald-Kaserne
Die Herrenwald-Kaserne ist eine Kaserne der Bundeswehr in Stadtallendorf nahe Marburg in Hessen. Sie entstand auf dem Gelände des ehemaligen Sprengstoffwerks der Westfälisch-Anhaltischen Sprengstoff-Actien-Gesellschaft (WASAG), das im Auftrag des Oberkommandos der Marine während des Zweiten Weltkriegs Hexyl für die Munitionsherstellung produziert hatte. Die Kaserne wurde 1959 übergeben und beherbergte während des Kalten Krieges hauptsächlich Panzer-, Panzerartillerie und Artillerieeinheiten. Heute ist sie Sitz der Division Schnelle Kräfte. Sie befindet sich in unmittelbarer Nähe der Hessen-Kaserne und wird, wie letztere, erhalten bleiben.

## Geschichte
Am 1. April 1959 wurde in Lahnstein in der Deines-Bruchmüller-Kaserne das Panzerartilleriebataillon 65 aufgestellt. Es verlegte im August 1959 in die Herrenwald-Kaserne. Das Bataillon gehörte zur Panzerbrigade 6 der 2. Panzergrenadierdivision, die ab 1. Oktober 1970 die Bezeichnung als 2. Jägerdivision erhielt. Die Panzerbrigade 6 war wie die Panzerbrigaden 14 und 34 an der Erprobung des Heeresmodells 4 vom 1. Juli 1976 bis zum 30. Juni 1977 beteiligt. Im Ergebnis dieses Versuchs wurde die Panzerbrigade 6 ab 1. Januar 1977 der 5. Panzerdivision unterstellt und zum 1. Oktober 1981 in Panzerbrigade 14 umbenannt. Dies führte auch bei allen der Panzerbrigade unterstellten Einheiten zu Änderungen der Nomenklatur. So entstand am 1. Oktober 1981 aus dem in der Herrenwald-Kaserne stationierten Panzerartilleriebataillon 65 das Panzerartilleriebataillon 145. Es blieb bis zum 31. März 1993 am Standort und wurde dann aufgelöst.
Das Feldartilleriebataillon 55 war durch Befehl vom 8. September 1959 rückwirkend zum 1. März 1959 in der Steuben-Kaserne in Gießen aufgestellt worden. Bereits ab 1. März 1958 war jedoch durch die Aufstellung eines Kaders in der Deines-Bruchmüller-Kaserne in Niederlahnstein die Grundlage hierfür geschaffen worden. Die Soldaten zogen am 7. März 1959 nach Gießen um. Zunächst war das Bataillon dem Artillerieregiment 2 unterstellt, ab 2. April 1959 dann der Panzergrenadierbrigade 5. Ab 29. Juni 1959 verlegte das Bataillon schrittweise bis zum Jahresende 1959 in den Zwischenstandort nach Stadtallendorf in die Herrenwald-Kaserne. Am 20. September 1961 wurde der feierliche Einzug in den neuen Standort in Homberg (Efze), Dörnberg-Kaserne gefeiert. Am 16. Oktober 1967 wurde das Bataillon in Panzerartilleriebataillon 55 umbenannt. Am 1. Januar 2003 wurde aus dem Bataillon das Raketenartilleriebataillon 55. Zum 31. Dezember 2005 wurde es schließlich aufgelöst.
Das 1959 in der Hessen-Kaserne aufgestellte Versorgungsbataillon 66 der Panzerbrigade 6 verlegte im Februar 1961 in die Herrenwald-Kaserne. Es bestand hier bis zu seiner Auflösung am 30. Juni 1972 im Zuge der Einnahme der Heeresstruktur 3. Es ging in die Instandsetzungskompanie 60 und die Nachschubkompanie 60 auf, die jedoch in der Ernst-Moritz-Arndt-Kaserne in Neustadt (Hessen) eine neue Heimat fanden.
Am 1. Oktober 1959 entstand in der Kaserne die Panzerpionierkompanie 60. Am 1. Oktober 1981 erfolgte ihre Umbenennung in Panzerpionierkompanie 140 im Zuge der Heeresstruktur 4. Hier verblieb sie bis zu ihrer Auflösung am 20. September 2002.
Ebenfalls am 1. Oktober 1959 bildete sich in der Herrenwald-Kaserne die Panzeraufklärungskompanie 60 der Panzerbrigade 6. Doch bereits am 1. November 1962 wurde sie wieder aufgelöst und als Brigadespähzug in die Stabskompanie der Brigade integriert.
Im Scharnhorst-Lager Gießen (später: Steuben-Kaserne) wurde am 1. März 1959 das Feldartilleriebataillon 55 aufgestellt und ab 29. Juni 1959 schrittweise nach Stadtallendorf verlegt. Hier verblieb es jedoch nur bis zum 20. September 1961 und kam sodann nach Homberg (Efze). Dort wurde es am 16. Oktober 1967 zum Panzerartilleriebataillon 55 umgegliedert.
Die mittlere Instandsetzungskompanie 421 des Instandsetzungsbataillons 420 wurde am 15. April 1959 aus der leichten Feldzeuginstandsetzungskompanie 2 aufgestellt. Sie wurde in der Herrenwald-Kaserne stationiert. Zum 16. Oktober 1966 erfolgte die Umgliederung in 2./mittleres Instandsetzungsbataillon 420. Dieses weiterhin in der Herrenwald-Kaserne beheimatete Bataillon wurde zum 1. Oktober 1972 in 2./Instandsetzungsbataillon 420 umbenannt. Es wurde zum 30. September 1975 aufgelöst und ging im neuen Instandsetzungsbataillon 2 auf. Danach war das am 1. Oktober 1975 gebildete und am 31. März 1994 aufgelöste Instandsetzungsbataillon 2 mit der 2. und der 5. Kompanie in Stadtallendorf präsent.
Mit Befehl vom 17. November 1960 wurde in der Kaserne die Ausbildungskompanie 5/2 aufgestellt, die dem Panzerartilleriebataillon 65 zugeordnet war.
Die Flugabwehrbatterie 40 wurde als Batterie der Panzergrenadierbrigade 4 am 10. November 1961 am Standort aufgestellt und am 1. November 1964 nach Fritzlar verlegt, wo sie am 8. November 1966 aufgelöst und in das Flugabwehrbataillon 7 eingegliedert wurde.
In der Herrenwaldkaserne wurde 1965 der Bergezug 424 aufgestellt, der dem mittleren Instandsetzungsbataillon 420 unterstellt war. Das Bataillon war der 2. Panzergrenadierdivision zugeordnet. Der Zug wuchs am 16. Oktober 1966 zur 6./mittleres Instandsetzungsbataillon 420 auf. Diese Kompanie war fortan in der Steuben-Kaserne in Gießen stationiert.
Die 1966 in der Boelcke-Kaserne in Koblenz aus der Beobachtungsbatterie 371 aufgestellte Schallmessbatterie 2 und Radarbatterie 2 wurden im September 1966 nach Stadtallendorf verlegt und dem Artillerieregiment 2 unterstellt. Beide Einheiten gingen am 1. Oktober 1970 in das Beobachtungsbataillon 2 auf, das am selben Tag in der Herrenwald-Kaserne geschaffen wurde. Das Bataillon erhielt am 1. Oktober 1979 den neuen Namen „Beobachtungsbataillon 23“ und verblieb in Stadtallendorf bis zu seiner Auflösung am 31. August 1993.
Die Aufstellung der Panzerausbildungskompanie Fahrsimulator Kette 301 in der Herrenwald-Kaserne wurde mit Zuführung von 15 Fahrschulkabinen „Leopard“ und 4 Simulatoren Ende 1977 begonnen und zum 1. Februar 1978 formal abgeschlossen. Ab 1. März 1994 führte die Ausbildung die neu gebildete Kraftfahrausbildungskompanie Fahrsimulator Kette in der Hessen-Kaserne fort.
Die Drohnenbatterie 23 entstand in der Kaserne am 1. Oktober 1979. Sie wurde am 1. September 1993 in Drohnenbatterie 13 umbenannt und zum 31. Dezember 2002 aufgelöst. Die Einheit wurde als 7. Batterie Teil des Beobachtungspanzerartilleriebataillon 131, das seinen Standort in Thüringen hatte. 2009 wurde auch diese Batterie außer Dienst gestellt.
Ab 1. April 1981 bis 30. September 1994 war der Kasernenfeldwebel Stadtallendorf 2 eingerichtet. Der Standortfeldwebel Stadtallendorf bestand zwischen dem 1. April 1981 und dem 31. März 1999.
Das teilaktive Panzerbataillon 141 (gemischt) wurde als weiterer Verband der Panzerbrigade 14 im Zuge der Heeresstruktur 4 zum 1. Oktober 1981 in der Herrenwald-Kaserne aufgestellt, wobei einige Kompanien an anderen Standorten untergebracht waren. Mit dem Ende des Kalten Krieges wurde das Bataillon am 30. September 1992 aufgelöst.
In den 1980er Jahren war der Artillerie-Ausbildungszug 4/2 in der Herrenwald-Kaserne stationiert.
Ab 1. Januar 1986 bestand die Fahrschulgruppe Stadtallendorf 1 in der Kaserne. Die Fahrschulgruppen 1 bis 3 in Stadtallendorf wurden am 1. April 1994 zum Kraftfahrausbildungszentrum Stadtallendorf zusammengefasst, das bis zum 31. März 2007 in der Hessen-Kaserne beheimatet war. Zwischen dem 1. Februar 1978 und 1989 bestand die Panzerausbildungskompanie Fahrsimulator Kette 301 in der Herrenwald-Kaserne.
In den bundesweiten Schlagzeilen war im April 1993 die Herrenwald-Kaserne, nachdem am 4. April 1993 ein Panzerspähwagen unbemerkt aus dem Militärgelände entwendet worden war, um in der Justizvollzugsanstalt Schwalmstadt im Schwalmstädter Ortsteil Ziegenhain einen Dreifachmörder zu befreien.
Am 1. April 1993 wurde in der Herrenwald-Kaserne das Instandsetzungsbataillon 51 gebildet. Hierfür wurde hauptsächlich die Instandsetzungskompanie 50 aus Homberg (Efze) herangezogen. Das Bataillon wurde am 1. Oktober 2002 umbenannt in Logistikbataillon 51 und schließlich zum 30. Juni 2008 aufgelöst. Es ging im Luftlandefernmeldebataillon Division Schnelle Operationen auf.
Weiterhin bestand zwischen dem 1. Oktober 1997 und dem 30. Juni 2008 das Instandsetzungsbataillon 53 als nichtaktive Geräteeinheit in der Herrenwald-Kaserne, obwohl sie von Anfang an der 13. Panzergrenadierdivision, später deren Jägerbrigade 37 aus Sachsen zugeordnet war.
Das als Geräteeinheit am 1. April 1994 gebildete Nachschubbataillon 71 war zunächst im Mobilmachungsstützpunkt Dortmund-Sölde eingelagert, bevor es 2002 in die Herrenwald-Kaserne nach Stadtallendorf kam. Hier wurde es schließlich am 30. Juni 2008 aufgelöst.
Am 1. Oktober 2002 wurde die Logistische Steuerstelle 22 des Logistikzentrums der Bundeswehr in der Kaserne geschaffen, die bis zum 2. Oktober 2008 bestand.
Ab 1. Januar 2008 wurde in der Herrenwald-Kaserne das Luftlandefernmeldebataillon Division Spezielle Operationen aufgestellt. Dieser Prozess nahm mehrere Monate in Anspruch, so dass erst am 6. Juni 2008 der Indienststellungsappell stattfand. Das Bataillon wurde jedoch mit der Stationierungsentscheidung 2011 zum 30. September 2014 wieder aufgelöst.
Seit 1. Januar 2008 ist der Standortälteste Stadtallendorf mit Unterstützungspersonal ausgestattet.
Am 3. März 2009 wurde die Außenstelle Stadtallendorf der Heeresinstandsetzungslogistik Stützpunkt Schwarzenborn gebildet, die bis heute in der Herrenwald-Kaserne besteht.
Seit 1. August 2009 ist am Standort die BWI Informationstechnik GmbH Stadtallendorf eingerichtet.
Die am 1. April 2001 in Regensburg aus dem Kommando Luftbewegliche Kräfte/4. Division hervorgegangene Division Spezielle Operationen wurde am 1. April 2010 nach Stadtallendorf in die Herrenwald-Kaserne verlegt. Sie wurde zum 30. Juni 2014 aufgelöst, nachdem am Standort die Division Schnelle Kräfte am 1. Januar 2014 gebildet worden war, die bis heute hier stationiert ist. Mit der Division ist das Verbindungskommando der Luftwaffe zur Division Spezielle Operationen (bis 31. Dezember 2013) bzw. zur Division Schnelle Kräfte (ab 1. Januar 2014) in der Kaserne beheimatet.
Seit 1. Februar 2013 ist der Regionale Planungs- und Unterstützungstrupp Stadtallendorf sowie der Wallmeistertrupp Stadtallendorf in der Kaserne stationiert.
Ab 1. Januar 2014 ist die Stabs- und Fernmeldekompanie Division Schnelle Kräfte am Standort aktiv.
Seit 1. Juli 2015 liegt in der Herrenwald-Kaserne die 4. Kompanie des Versorgungsbataillon 7.
In den 1980er Jahren war in der Kaserne die Standortfernmeldeanlage 415/203 eingerichtet.
Für die medizinische Versorgung war am Standort zwischen dem 1. April 1977 und dem 31. März 1981 die Zahnstation (Terr) H 435 Stadtallendorf 2 sowie die Zahnarztgruppe 417/2 zwischen dem 1. April 1981 und 1989 eingerichtet. Vom 1. Juli 1972 bis zum 30. September 1998 war der Sanitätsbereich 47/3 mit Material ausgestattet. Vom 1. Oktober 1998 bis zum 31. März 2005 war das Standortsanitätszentrum Stadtallendorf in der Herrenwald-Kaserne untergebracht. Zwischen dem 1. Juli 2004 und dem 30. September 2015 bestand zudem das Sanitätszentrum Stadtallendorf in der Kaserne, das ab 1. Januar 2007 mit einer Verstärkungsreserve ausgestattet war.
Des Weiteren bestand zwischen 1959 und dem 30. Juni 2007 der Dienstposten des Evangelischen Standortpfarrers Stadtallendorf und zwischen dem 1. Januar 1956 und dem 31. Januar 2002 der Katholische Standortpfarrer Stadtallendorf. Seit 1. Juli 2007 ist das Evangelische Militärpfarramt Stadtallendorf eingerichtet. Das Katholische Militärpfarramt Stadtallendorf besteht seit 1. September 2009.
Die Freiwillige Reservistenarbeit Stadtallendorf und der Sportlehrer Stadtallendorf bestehen seit 1. Februar 2013.
In der Kaserne ist die Militärgeschichtliche Sammlung der Division Schnelle Kräfte (DSK) untergebracht.
Im nahe der Herrenwald-Kaserne gelegenen Mobilmachungsstützpunkt (50° 49′ 18″ N, 9° 2′ 31″ O) war als Geräteeinheit das Feldmarschbataillon 303 ab 1966 eingelagert. Es wurde 1970 nach Wolfhagen in den Mobilmachungsstützpunkt der Pommern-Kaserne verlegt und dort 1972 in Jägerbataillon 63 umbenannt. Das 1969 in der Jäger-Kaserne in Marburg als Geräteeinheit aufgestellte schwere Pionierbataillon 320 wurde in den Mobilmachungsstützpunkt Stadtallendorf am 16. September 1969 umgelagert. Zum 1. Oktober 1980 wurde es in Pionierbataillon 350 (Geräteeinheit) umbenannt, jedoch zum 30. September 1993 hier aufgelöst. Das Feldersatzbataillon 54 war im Mobilmachungsstützpunkt Stadtallendorf bis zu seiner Auflösung im Jahr 1993 eingelagert; am 12. März 1993 fand der Auflösungsappell statt.
Ebenfalls benachbart zur Kaserne (50° 49′ 38″ N, 9° 2′ 40″ O) war das Korpsdepot 360 Allendorf errichtet.
Mit der ursprünglich für 2018 geplanten Schließung der Hessen-Kaserne sollte die Herrenwaldkaserne durch Erweiterungen die restlichen, noch in der Hessen-Kaserne verbliebenen Einrichtungen und Soldaten aufnehmen. Insbesondere zählte dazu eine Zahnarztgruppe.
Die Schließung der Hessen-Kaserne wurde jedoch nicht durchgeführt.

## Unterstützungsangebote am Standort
- Betreuungsbüro Stadtallendorf[23]
- Katholische Militärseelsorge
- Evangelische Militärseelsorge
- Bundeswehr-Dienstleistungszentrum
- Sozialdienst der Bundeswehr